# Серобрюхий трагопан
Серобрюхий трагопан, или красноголовый трагопан (лат. Tragopan blythii) — птица семейства фазановых, обитающая исключительно в Азии. Это самый крупный и, вероятно, также самый редкий вид рода трагопанов.

## Описание

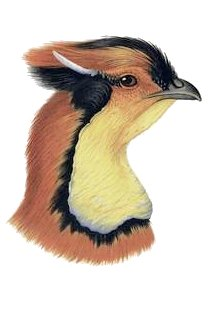
Голова самца

Самцы серобрюхого трагопана достигают длины от 65 до 70 см. Их масса составляет в среднем 1 930 г. Самки несколько меньше, длиной от 58 до 59 см. Их масса — от 1 000 до 1 500 г. Существует выраженный половой диморфизм. У самцов выделяется оранжево-жёлтый рисунок с чёрной каймой на голове. У самок преобладают коричневые тона.

## Распространение
Серобрюхий трагопан обитает на северо-востоке Индийского субконтинента. Область распространения простирается с востока Бутана вплоть до северо-востока Индии. Он встречается также на крайнем юго-востоке Тибета.
Среда обитания серобрюхого трагопана исследована недостаточно. До сих пор его находили только во влажных лесах.